# Белое население Мексики

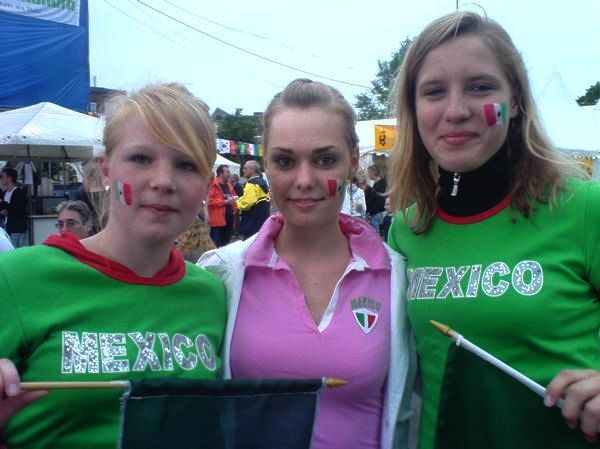
Белые мексиканки на ярмарке в Сапопане, штат Халиско, 2006 год

Польские дети-сироты — беженцы от нацизма, Гуанахуато

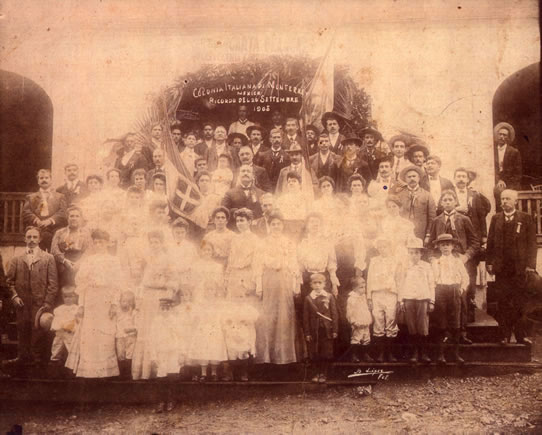
Итальянские иммигранты в Монтеррее, 1905 год

Белое население Мексики — мексиканцы, имеющие европейские корни. Являются вторым крупнейшим этносоциальным обществом после метисов. Вопреки распространённому мнению, они не являются в основном потомками испанских колонистов, а также в значительной степени состоит и из потомков европейских мигрантов, прибывших в Мексику в XIX и XX веках. Так как официальная власть избегает в статистиках определение «белые мексиканцы», то оценивать их точное количество невозможно. Это также даёт почву для субъективных оценок их доли от общего населения. Так, часто к белым мексиканцам причисляют метисов со значительным преобладанием европейской крови или имеющих выраженные европейские черты и светлую кожу. И таким образом их доля от общего населения может варьироваться от 9 до 20 %.
Сами же потомки колонистов, или креолы составляют сегодня крайне малую долю населения в результате метисации с индейцами, с которыми они жили бок о бок веками, и ксенофобской политики суверенной Мексики, в результате которой по итогам войны за независимость большинство креолов покинули страну, перебравшись в основном в США, реже в южную Европу или Испанию.
Первые европейцы — испанцы, начали массово прибывать в Мексику после уничтожения Ацтекской империи и в течение долгого времени составляли элитное меньшинство вплоть до независимости Мексики и назывались креолами. Часть испанцев, преимущественно мужчины женились на индейских женщинах, от союзов которых рождались дети-метисы, ныне составляющие основное население Мексики. В XIX и XX веках в Мексику стали прибывать белые из США или мигранты из Европы, в том числе британцы, французы, немцы, евреи и другие. Чаще они имели при себе капитал и начинали развивать бизнес, становясь средним классом.

## Распределение населения
Если мексиканец при переписи населения может назвать себя индейцем или чернокожим, основываясь на культурной идентичности, то белых и креолов определяют по внешним признакам: цвету кожи, глаз и волос. Креолами заселены преимущественно северные регионы Мексики, составляющие там абсолютное большинство от основного населения со времён испанской колонизации. В частности штаты с самой высокой долей белого населения являются Чиуауа (50 %), Сонора (62 %) и Нуэво-Леон (55 %). Однако в результате внутренней миграции населения, наблюдается постепенное изменении данной тенденции.
Доля белой крови у метисов составляет от 40 до 45 %, в Мехико эта доля составляет от 21 % до 32 %.
В 2010 году «Национальный совет по предупреждению о дискриминации» (CONAPRED) высказал беспокойство, что в мексиканском обществе по прежнему остаётся сильная расовая дискриминация против индейского и чёрного населения Мексики со стороны креолов и сохранения в обществе привилегий у белого населения со времён колониального периода. Светлость кожи по прежнему остаётся признаком статуса, так при опросе, 47 % мексиканцев стремились отнести себя к светлокожим, (54 % женщин и 40 % мужчин), даже если такими далеко не являлись. CONAPRED связывает это с навязыванием обществу стереотипов через местную рекламу и издания, где по прежнему показываются белые модели, укрепляя стереотип, что белая кожа является признаком красоты и статуса. Мужчины меньше подвержены подобным стереотипам.

## История

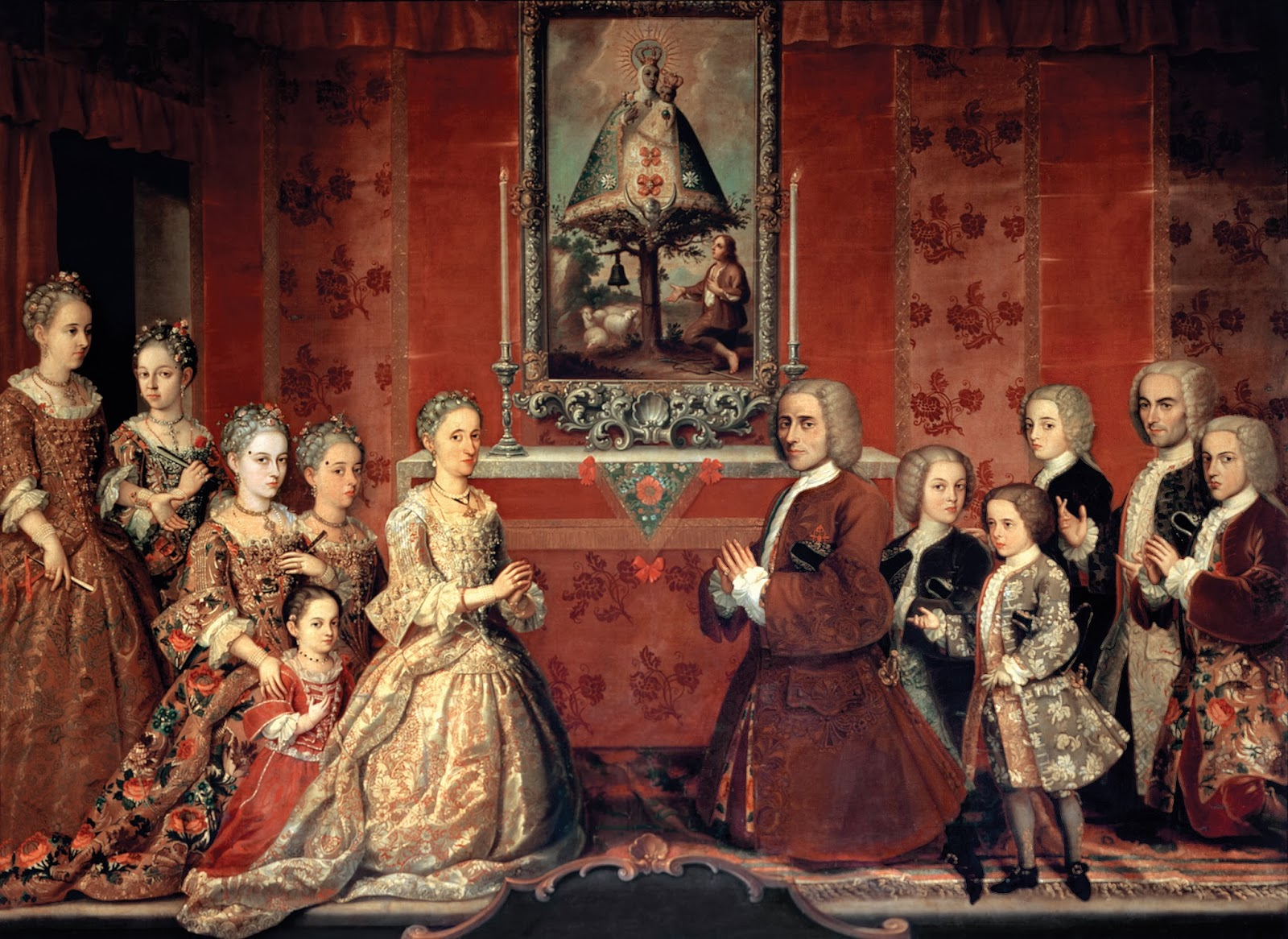
Портрет Фагоaга, одной из знатных испанских семей Нового Света

Мексиканские креолы являются потомками испанских переселенцев, начавших массово прибывать в Мексику в XVI веке. В XVI веке туда прибыло 240 000 испанцев, ещё 450 000 в XVII веке. Большинство из них были солдатами и моряками, прибывшими из Эстремадуры, Андалузии и Ла Манчи. Помимо этого, испанцами был представлен и весь высший свет Новой Испании. Долгое время, в результате продолжающихся миграций и сокращения численности индейского населения, доля креолов продолжала увеличиваться. Испанский язык приобрёл статус единственного официального языка в Мексике, также единственной разрешённой религией стало католичество. Сами испанцы составляли элиту колониального общества и именовали себя креолами. Определение креол позже стало официально обозначать любого светлокожего человека до XX века. Они обладали бо́льшими правами и привилегиями, чем метисы и индейцы, создав специальную кастовую систему. Само слово «испанский», фактически стало синонимом «цивилизованный» в противовес индейским «дикарям». В течение столетий, когда культурная близость привела к метизации значительной части населения, затронувшей частично и дворян, под понятием «креолы» и «индейцы» стали скорее пониматься люди, исповедующие определённые ценности, первые, из которых являлись хранителями испанской культуры и католической церкви.
По состоянию на XIX век, чистокровные креолы составляли 18 % от общего населения Мексики, что было самой высокой долей за всю историю Месики. Разделение на классы и политический расизм стал одной из главных причин войны за независимость Мексики и усиления испанофобских настроений среди мексиканского населения. Новое правительство проводило ксенофобскую политику по отношению к креолам, объявив их чужим и нежеланным элементом общества, проводя погромы, убийства и отнимая земли и фермеров. Подобная политика продолжалась в течение 100 лет, вплоть до середины XX века, за которое время Мексику покинуло более 3,5 миллионов креолов. Исход креолов привёл к тому, что этническая картина белых стала меняться в процентном соотношении так как одновременно прирост населения происходит за счёт миграции белого населения из Европы, Аргентины и США. Несмотря на политику испанофобии, после революции, креолы быстро заняли почти все экономические и политические сферы, особенно в Мехико. Новая власть поощряла миграцию из Европы, так как она способствовала экономическому росту Мексики, в то время, как индейцев обвиняли в экономической отсталости. Для этого государство могло даже отнимать земли у католической церкви для нужд мигрантов из Европы, преимущественно из Германии и Италии. Миграция европейцев и американского населения на север Мексики привело к усилению влияния протестантства.
Последний раз креолы, как национальная группа, официально учитывались в 1921 году и составляя примерно 10 % от населения. Также белое население всё в большей мере состояло из других европейцев, мигрировавших из Европы, в основном британцев, французов и немцев. На рубеже XIX и XX веков, практически все креолы и мигранты из Европы жили в крупных городах, в анклавах и занимались предпринимательством, быстро обогащаясь и повышали свой уровень жизни. Это было причиной их вялой ассимиляции в мексиканское общество и укрепляло стереотипы, что успех и богатство связано со светлой кожей. Белое население продолжало укреплять свои экономические позиции в стране, пока президент Диас Порфирио не национализировал большинство их предприятий. Это оказалось шоком для белого населения и быстро понизило жизненный уровень креолов, многие из которых в результате покинули Мексику.
В 1883 году государство подписало указ о поддержки миграции из Ирландии, Германии и Франции. Так к 1914 году, в Мексику прибыло до 100 000 мигрантов из разных стран Европы, которые снова быстро захватили многие сектора экономики. Например французы и испанцы контролировали текстильную промышленность, торговлю и принимали основное участие в индустриализации страны.. Американские мигранты контролировали нефтяную и горнодобывающую промышленности и даже появилось такое понятие, как торговец-конкистадор, обозначающий предпринимателя из США или Европы, которых приехал в Мексику, чтобы обогатиться на каком-либо деле и затем вернуться на родину. Многие предприниматели из Техаса заработали крупное денежное состояние таким образом. Это привело изменениям в миграционной политике Мексики, ограничивающей иностранцам возможность вести предпринимательское дело. Однако долгое время, вплоть до 70-х годов XX века, белые мексиканцы были фактически единственными представителями среднего класса и по сей день составляют её значительную часть.

## Современное положение
Несмотря на попытку мексиканского правительства уровнять социальное положение белых и метисов, составляющих большинство населения Мексики, белые мексиканцы по прежнему остаются самым привилегированным классом общества, составляют основную часть политической и культурной элиты. Светлая кожа по прежнему считается хорошим статусом, и вызывает более лёгкое доверие у незнакомцев. Белые, или как их в Мексике называют гуэро или бланко, обязательно ассоциируются с людьми, имеющими хорошее образование и материальный достаток. Особенно это ярко выражено в Мехико и других крупных городах. На протяжении всей истории мексиканского кинематографа и сегодня в мексиканских фильмах наблюдается доминирование белых актёров.
Хотя политический курс после Мексиканской революции взял курс на то, чтобы сделать метисов господствующим классом, представленным также и в элите с политикой, в реальности большинство социальных и политических деятелей по прежнему составляют белые или креолы. Это является причиной социального напряжения между белыми и метисами. Сегодня нет официальных подсчетов белого населения, но по неофициальным оценкам, оно составляет менее 10 % от общей численности. По другим данным эти цифры разнятся от 20 % до 5 % исходя из того, по каким критериям группу населения относят к креолам. В одних случаях учитываются чистокровные потомки испанских колонистов, в иных — метисы с преобладанием испанской крови, чья доля индейский крови составляет от 20 % до 10 %.. Другие статистики учитывают идентификацию населения с креолами и она может составлять от 6 до 20 % среди общего населения.